# Луций Педуцей Колон
Луций Педуцей Колон (на латински: Lucius Peducaeus Colon, Colonus) е префект, управител на римската провинция Египет през 70 г.
Той произлиза от фамилията Педуции. По времето на Веспасиан (69 – 79) той става през 70 г. префект на Египет (praefectus Aegypti) след Тиберий Юлий Александър. През 71 г. е последван от Тиберий Юлий Луп.
Луций е вероятно баща на Марк Педуцей Сениан (суфектконсул 89 г.) и на Квинт Педуцей Присцин (консул 93 г.). Той е вероятно роднина на Луций Педуцей Фронтон (прокуратор в Азия през 1 век).